# La Prise de Rome (20 septembre 1870)
 (juillet 2025).
Pour plus de détails, voir Fiche technique et Distribution.
La Prise de Rome (20 septembre 1870) (La presa di Roma (20 settembre 1870)) est un film italien muet réalisé par Filoteo Alberini et sorti en 1905. Il est considéré comme le « premier film » (au sens d'une création artistique cinématographique) de l'histoire du cinéma italien.

## Synopsis
Le film évoque les circonstances qui permirent aux troupes piémontaises d'entrer à Rome en 1870, et d'annexer la ville au royaume d'Italie.
Le film est découpé en 7 tableaux : 
1. Le général Carchidio envoyé pour parlementer au pont Milvius.
2. Le général Carchidio et le général Kanzler au ministère des Armées.
3. L'aube du 20 septembre dans le camp des Bersaglieri.
4. La dernière canonnade.
5. L'assaut de la brèche.
6. Le drapeau blanc.
7. L'apothéose.

## Fiche technique
- Titre du film : La Prise de Rome (20 septembre 1870)
- Titre original : La presa di Roma (20 settembre 1870)
- Réalisation : Filoteo Alberini
- Film muet
- Société de production : Alberini & Santoni
- Durée : environ 9 minutes
- Pays d'origine :  Royaume d'Italie
- Date de sortie :  Royaume d'Italie : 16 septembre 1905

## Distribution
- Ubaldo Maria Del Colle
- Carlo Rosaspina